# 奇爾奇克河戰役
奇爾奇克河戰役是1488年發生在現在烏茲別克斯坦首都塔什干附近的戰役，開戰雙方分別是東察合台汗國後王速檀馬哈木和統治布哈拉和撒馬爾罕的帖木兒帝國後王阿赫馬德米兒咱，原因是爭奪塔什干。馬哈木在這次戰鬥中因阿赫馬德米兒咱手下穆罕默德·昔班尼率領的3000個烏茲別克族秘密倒戈獲得決定性勝利。

## 背景
塔什干被羽奴思征服後成為東察合台汗國一部分，他在1487年死後，長子馬哈木成為塔什干統治者。當時一位帖木兒後王，統治費爾干納谷地的烏馬爾·沙黑·米爾扎二世攻打塔什干被馬哈木擊退。但在翌年統治布哈拉和撒馬爾罕的阿赫馬德米兒咱認為塔什干將成為這個地區及其貿易的問題來源。最後，他徵集了150000軍隊向塔什干進攻。

## 戰鬥
速檀馬哈木穿過塔什干郊區，面對前進的帖木兒軍隊。在他們之間流動的奇爾奇克河。在接下來的三天裡，這些軍隊留在那裡。阿赫馬德軍隊的指揮官是阿布海兒之孫穆罕默德·昔班尼汗，他無法在欽察草原上立足，投靠了河中的帖木兒後王，成為蘇丹阿赫馬德米兒咱的埃米爾。他在這支軍隊裡，有三千名追隨者。當蘇丹阿赫馬德米兒咱在河岸上停留三天時，穆罕默德·昔班尼向速檀馬哈木汗發出了一個信息，詢問他是否會見他。當天晚上他們見面，他們同意明天汗將襲擊阿赫馬德米兒咱，製造混亂然後逃走。
第二天，東察合台軍隊開始戰鬥。步兵渡過了河流。 騎兵也進入了溪流，當時阿赫馬德的步兵開始了戰鬥。東察合台軍隊指揮部隊對抗阿卜杜勒·阿里，這時候昔班尼和他3000個烏茲別克士兵掉頭並搶奪錙重，阿赫馬德軍隊潰散，他的大部分士兵都被淹死了，他只好退回撒馬爾罕，雙方恢復和平。

## 事後
速檀馬哈木在戰後保住了塔什干，阿赫馬德米兒咱則被推翻投入監獄。
作為對服務的獎勵，速檀馬哈木把突厥斯坦賜給昔班尼作為封地，他因此勢力大增。但因此引起哈薩克汗國的不滿，哈薩克人抱怨說，他不應該把土地交給他們的敵人烏茲別克人，由於這場爭吵，東察合台汗國與哈薩克汗國之間發生了兩次戰鬥，速檀馬哈木汗兩次都遭受挫敗。